# Maometto II
Maometto II (in ottomano: محمد ثانى, Mehmed II, detto ﺍلفاتح, Fātiḥ, "Il Conquistatore"; turco moderno: Fatih Sultan II.Mehmet; Adrianopoli, 30 marzo 1432 – Gebze, 3 maggio 1481) fu il settimo sultano dell'Impero ottomano.
Salito al trono a soli 13 anni dopo l'abdicazione del padre Murad II nel 1444, divenne sovrano effettivo solo nel 1451 perché nel frattempo il padre aveva ripreso il potere nel 1446.
Tra i primi atti di governo, per consolidare il suo trono, all'età di 21 anni conquistò Costantinopoli (1453), che da decenni, protetta dalla sua doppia cerchia di mura, resisteva a ogni tentativo di assedio da parte degli ottomani, ponendo fine all'Impero romano d'Oriente dopo 1058 anni di esistenza.

## Inizi del regno
Nato nella greco-bizantina Adrianopoli, presa nel 1365 dagli ottomani e terza capitale del loro impero dopo Amasya e Bursa, il giovane destinato a diventare Maometto II era figlio del sultano Murad II e della concubina Hüma Hatun.
A 11 anni fu mandato ad Amasya (vicino al Mar Nero) come governatore della zona, per fare esperienza. Poco dopo, tuttavia, suo padre, firmata la pace con l'Emirato di Karaman, nel Sudest dell'Anatolia, decise di ritirarsi a vita contemplativa e abdicò al trono in favore del figlio, che divenne appunto Mehmed (Maometto) II (1444).
Maometto II chiese quasi subito al padre di riprendere il trono in vista della battaglia con i crociati che si sarebbe svolta a Varna, e in un primo tempo Murad II rifiutò, ma poi, di fronte alle furiose e imperiose proteste del figlio, e anche probabilmente perché informato delle difficoltà che il giovanissimo sultano stava incontrando con la sua corte a Adrianopoli, tornò e assunse il comando delle forze ottomane, che nella battaglia di Varna (1444) furono vittoriose sull'esercito crociato di Ladislao d'Ungheria e di Giovanni Hunyadi.
Murad II rimase sul trono fino al 1451, data della sua morte. A quel punto Maometto, salito definitivamente al trono, varò la cosiddetta legge del fratricidio, per poi giustiziare il fratellastro Ahmed, nato l'anno prima e ancora neonato.

## Conquista dell'Impero bizantino
Alla morte del padre, Maometto II salì di nuovo al trono e nel giro di soli due anni arrivò a porre fine all'Impero bizantino, conquistando Costantinopoli il 29 maggio 1453. L'assedio fu condotto con enorme dispiegamento di forze, usando i più grandi cannoni allora esistenti al mondo e addirittura trasportando decine di navi sulla terraferma, trascinate a forza di braccia dagli schiavi dal Bosforo fino al Corno d'Oro, scavalcando le erte alture di Galata, per aggirare la celebre catena che bloccava l'imboccatura del Corno d'Oro dal Mar di Marmara. Presa la città, Maometto II ne fece la nuova capitale dell'Impero ottomano con il nome di Kosṭanṭīniyye (قسطنطينيه), poté così fregiarsi oltre al titolo di "Sultano" anche di quello di "Qaysar-ı Rum", ovvero Cesare dei Romei, anche se, in realtà, risulta già attestato a livello popolare l'attuale nome di Istanbul. Anche in Occidente venne recepito ed accettato il fatto che Maometto II fosse legittimamente imperatore romano, tanto che in una medaglia in suo onore fatta coniare da Ferrante d'Aragona nel 1481 si può leggere l'attribuzione del titolo di Bizantii Imperator.
Secondo Tursun Beg, storico ottomano della conquista, quando entrò nel Palazzo Imperiale dove fino a qualche giorno prima aveva regnato Costantino XI Paleologo, Maometto II avrebbe pronunciato in tono dolente alcuni versi persiani, dei quali sarebbero arrivati fino a lui soltanto i seguenti:
Dopo questa conquista il padiscià dei turchi prese anche gli ultimi territori bizantini, il Despotato di Morea nel Peloponneso (1460) e l'Impero di Trebisonda sul Mar Nero (1461). A quel punto, nonostante lo sgomento dilagato in tutto l'Occidente, lo Stato ottomano fu definitivamente riconosciuto nel mondo come un grande Impero.

## Conquiste in Asia
Conquistato l'Impero bizantino Maometto II rivolse le sue mire verso l'Anatolia, dove l'unificazione dei diversi beylik (signorie) era già stata realizzata dal suo antenato Bayezid I il Fulmine, andando però di nuovo in frantumi dopo la sconfitta di quest'ultimo nella battaglia di Ankara contro Tamerlano (1402). Presa Trebisonda, i diversi staterelli anatolici caddero a uno a uno e l'Anatolia fu riunificata.

## Conquiste in Europa
Distrutto l'impero bizantino con la conquista di Costantinopoli, ovvero la "Seconda Roma", Maometto II cominciò ad accarezzare non tanto in segreto l'idea di diventare il nuovo Cesare e quindi di conquistare la Prima Roma, che i turchi chiamavano già Kizil Elma, ovvero La Mela Rossa. In tale modo sarebbero stati di nuovo riuniti sotto un unico dominio i territori dell'antico impero romano. La strada era lunga e doveva necessariamente passare per i Balcani, quindi Maometto II tentò di sottomettere la Serbia, ma nel 1456 fu sconfitto durante l'assedio a Belgrado dall'esercito cristiano guidato da Giovanni Hunyadi e Giovanni da Capestrano.
Un altro irriducibile avversario lo incontrò in Vlad III di Valacchia, che fu sconfitto nel 1462. Un terzo fu l'albanese Giorgio Castriota Scanderbeg. Scanderbeg mori a Lezha il 17 gennaio 1468, e i suoi familiari e seguaci dovettero rifugiarsi in Italia, dopo di che l'Albania fu sostanzialmente sottomessa, costringendo anche i veneziani ad abbandonare Scutari (1478). A seguito di questi eventi, il 25 gennaio 1479 fu firmato a Istanbul un duro trattato di pace tra i vincitori ottomani e i veneziani.
Nel frattempo, pur essendo stato sconfitto da Stefano il Grande di Moldavia (1457 - 1504) nella battaglia di Vaslui (1475), l'anno successivo Maometto II sconfisse i Moldavi nella battaglia di Valea Alba, accrescendo ulteriormente il suo impero.
A quel punto, viste le difficoltà a superare i Balcani, Maometto II puntò direttamente sull'Italia via mare, prendendo Otranto con facilità nel 1480. Tuttavia l'occupazione fu soltanto temporanea e l'anno successivo un grosso esercito, costituito sotto l'egida di papa Sisto IV, lo costrinse ad abbandonare l'impresa.
Vano fu anche l'assedio di Rodi del 1480, strenuamente difesa dal piccolo esercito di Cavalieri Ospitalieri che la amministrava.

## La morte
Il 3 maggio 1481, poco dopo avere attraversato il Bosforo per una nuova campagna segreta in Asia, presumibilmente contro i possedimenti dei Mamelucchi burji (che regnavano sugli attuali Egitto, Siria e Arabia Saudita), dove il padişcià dei turchi mirava probabilmente ad assumere il controllo di La Mecca e quindi a essere ufficialmente riconosciuto Califfo, ovvero "Vicario" o "Successore" del profeta Maometto, Maometto II, già da tempo gravemente malato, morì all'età di 49 anni, dopo avere costruito un grandissimo impero. Il figlio Bayezid II, suo successore, non fu esente da coerenti sospetti di parricidio. 
La tomba di Maometto II è tuttora oggetto di grande venerazione nella Cami, ovvero Moschea del Fatih, da lui fatta edificare a Istanbul sul sito della chiesa dei Santi Apostoli, nel quartiere che dal suo esornativo (Fatih, Vittorioso, Conquistatore) ha preso il nome.

## Famiglia

### Consorti
Maometto II aveva otto consorti note, di cui almeno una fu sua moglie legale. Maometto II fu l'ultimo sultano a sposarsi legalmente fino al 1533/1534, quando Solimano il Magnifico sposò la sua concubina favorita Hürrem Sultan.
Le consorti note di Maometto sono:
- Gülbahar Hatun. Madre di Bayezid II.
- Gülşah Hatun. Madre di Şehzade Mustafa.
- Sittişah Mukrime Hatun. A volte ritenuta erroneamente la madre di Bayezid II. Figlia di Dulkadiroğlu Süleyman Beg, sesto sovrano Dulkadir, era chiamata anche Sitti Hatun. Fu la sua prima moglie legale, ma il matrimonio fu infelice e rimase senza figli. Sua nipote Ayşe Hatun, figlia di suo fratello, in seguito divenne una delle consorti di Bayezid II.
- Çiçek Hatun. Madre di Şehzade Cem.
- Anna Hatun. Figlia dell'imperatore greco di Trebisonda Davide II Komnenos e di sua moglie Elena Cantacuzena. Il matrimonio fu inizialmente proposto dal padre di lei, ma Maometto rifiutò. Tuttavia, dopo la conquista di Trebisonda nel 1461, Anna entrò nel suo harem come "nobile tributo" o ospite e vi rimase per due anni, dopodiché Maometto la sposò a Zaganos Mehmed Pasha. In cambio Maometto ebbe in sposa la figlia di quest'ultimo. È quindi improbabile che Maometto l'abbia mai sposata legalmente e l'unione potrebbe non essere mai stata consumata.
- Elena Hatun (Mesembria, 23 aprile 1442 - Edirne, 1469). Figlia del despota di Morea Demetrio Paleologo e di sua moglie Teodora Asanina, Maometto la chiese per sé dopo la campagna di Morea, avendo sentito parlare della sua bellezza, tuttavia l'unione probabilmente non fu mai neppure consumata, perché Elena lo odiava al punto che Maometto temeva potesse avvelenarlo nel sonno, e preferì invece lasciarla in provincia, nel palazzo di Edirne.
- Maria Hatun. Nata Maria Gattilusio, era la vedova di Alessandro Comneno, fratello degli imperatori bizantini Giovanni IV e Davide II, da cui aveva avuto un figlio, Alessio, giustiziato dallo stesso Mehmed II nel 1463. Era giudicata la donna più bella della sua epoca ed entrò nell'harem dopo la sua cattura nel 1462.
- Hatice Hatun. Figlia di Zaganos Mehmed Pascià e della sua prima moglie Sitti Nefise Hatun, entrò nell'harem nel 1463, probabilmente come terza moglie legale di Mehmet. In cambio suo padre poté sposare Anna Hatun, consorte o "ospite" di Maometto. Se Maometto ne fece una moglie legale, fu l'ultima donna a sposare un sultano ottomano fino al matrimonio fra Solimano il Magnifico e Hürrem Sultan intorno al 1533. Dopo la morte di Maometto si risposò con uno statista.

### Figli
Maometto II aveva almeno quattro figli:
- Bayezid II (Didymoteicho, 3 dicembre 1447 - Edirne, 10 giugno 1512) - figlio di Gülbahar Hatun. Successe a suo padre come sultano ottomano.
- Şehzade Mustafa (Manisa, 1450 - Konya, 25 dicembre 1474) - figlio di Gülşah Hatun. Governatore di Konya fino alla sua morte. Era il favorito di suo padre, ma morì prematuramente.
- Şehzade Cem (Costantinopoli, 22 dicembre 1459 - Capua, Regno di Napoli, 25 febbraio 1495) - figlio di Çiçek Hatun. Governatore di Konya dopo la morte del fratello Mustafa, contese il trono al suo fratellastro Bayezid. Morì in esilio in Italia, avvelenato.
- Şehzade Nureddin (? - ?). Probabilmente morto infante.

### Figlie
Maometto II aveva almeno quattro figlie:
- Gevherhan Hatun (Edirne, c. 1446 - Costantinopoli, c. 1514) - figlia di Gülbahar Hatun.
- Ayşe Hatun.
- Kamerhan Hatun. Sposò suo cugino Hasan Bey, figlio di Candaroğlu Kemaleddin İsmail Bey e di Hatice Hatun, sorella di sangue di Maometto. Ebbero una figlia, Hanzade Hatun.
- Fülane Hatun.

## Attività in ambito civile
Maometto II assorbì la vecchia amministrazione bizantina nello Stato ottomano, invitando nel contempo alla sua corte artisti e umanisti dall'Italia (per esempio Gentile Bellini che dipinse il suo famoso ritratto) ed eruditi dai territori bizantini di rito greco-bizantino, lasciando in funzione la Chiesa bizantina e ordinando al suo patriarca di tradurre in turco i testi dei cristiani, confermando con questo e con altri importanti gesti di tolleranza o sudditanza religiosa la probabile fede cristiana della madre. Anche lui come molti signori del suo tempo leggeva gli autori antichi tanto che si faceva leggere ogni giorno episodi della vita di Alessandro Magno, di cui era grande ammiratore.
Tra gli edifici da lui fatti costruire, i più importanti sono:
- il Palazzo di Topkapı, o "Gran Serraglio", l'enorme residenza dinastica sorta a immagine dell'antico, allora fatiscente Gran Palazzo, sul cosiddetto "Promontorio del Serraglio" di Istanbul;
- il Palazzo di Edirne, erigenda voluta dal padre di Maometto, Murad, pochi mesi prima della sua morte;
- la Moschea del Conquistatore (tu. Fatih Cami), realizzata dall'architetto Atik Sinan nel 1463-1470, comprendente una madrasa, una biblioteca, una darüşşifa, un ospizio, un caravanserraglio, un mercato, un hammam e diverse türbe. Molto danneggiata in una serie di terremoti tra il 1509 e il 1766, l'anno successivo il sultano Mustafa III diede l'incarico di ricostruirla all'architetto (Mimar) Mehmet Tahir;
- la veneratissima Moschea di Eyüp, in fondo al Corno d'Oro, fatta erigere dal sultano durante l'assedio di Costantinopoli, fuori dalle mura, sul luogo del presunto ritrovamento delle spoglie di Eyüp (Abu Ayyub al-Ansari), compagno e portabandiera del profeta Maometto, morto durante il primo assedio arabo alla città (668). Il ritrovamento fu considerato di ottimo auspicio per la successiva conquista ottomana della città.

E fu proprio Maometto II a istituire, nel 1453, l'Università di Istanbul, la più antica università della Turchia.

## Nella letteratura
- Raffaele, Gorgoni, Lo scriba di Càsole, Besa, Nardò 2010, ISBN 978-88-497-0653-6 (romanzo, sottotitolo: "il segreto di Otranto", pag. 208).
- Biondi, Mario, Il cielo della Mezzaluna, Longanesi, Milano 1982 (rileg.), TEA 1998 (paperback), ISBN 978-88-7818-310-0 (romanzo, sulla caduta di Costantinopoli).
- Corti, Maria, L'ora di tutti, Bompiani, Milano 1962, ISBN 978-88-452-4635-7 (romanzo, sull'attacco a Otranto).
- Kadaré, Ismail, I tamburi della pioggia, Longanesi, 1982 (e poi tascabile RIL), ISBN 978-88-462-0819-4 (romanzo, sulla lunga lotta contro Scanderbeg).
- Enea Silvio Piccolomini (Pio II), "Lettera a Maometto II", 1461, epistola scritta dal papa al sultano per chiedergli di convertirsi al cristianesimo e promettendogli in cambio la nomina a imperatore illuminato, al fine di riportare la pace tra i due regni. Nella stessa lettera è contenuta la minaccia di una nuova crociata, in caso di risposta negativa. La lettera, scritta in latino, non fu mai spedita. ed. italiana a cura di Luca D'Ascia, Il corano e la Tiara, Edizioni Pendragon.
- Gürsel, Nedim, Boğazkesen Fatih'in Romanı tradotto da Marta Bertolin e Şemsa Gezgin "Il Romanzo del Conquistatore".

## Nella musica lirica
- Alla figura di Maometto II è dedicata l'opera di Gioachino Rossini Maometto secondo (1820).

## Nel cinema e nella televisione
Sono stati prodotti due film riguardanti la figura del sultano Mehmet II. Entrambi i film sono turchi e ruotano attorno alla presa di Costantinopoli da parte dei turchi ottomani, avvenuta nel 1453.
- Istanbul'un fethi (La caduta di Costantinopoli) del 1951. Film diretto da Aydin Arakon. La parte di Mehmet II è stata interpretata da Sami Ayanoğlu.
- Fetih 1453 del 2012. Film diretto da Faruk Aksoy e interpretato da Devrim Evin.
- Otranto 1480 di Adriano Barbano (che nel 1981, vinse il premio "Rocca d'Oro" per il miglior film realizzato nelle televisioni private).
- L'Impero Ottomano. Miniserie-documentario in due stagioni che racconta nella prima stagione (2020) le imprese di Mehmet II nell'assedio di Costantinopoli e nella seconda stagione (2022) la guerra condotta da Mehmet II contro Vlad III di Valacchia.
- Dracula Untold (2014).
- Netflix~The Protector S4 (2020).
- Mehmed Fetihler Sultanı, serie turca del 2024, in cui il Sultano è interpretato dall'attore modello Serkan Çayoğlu

### Fonti
- Giorgio Sfranze, Paleologo. Grandezza e caduta di Bisanzio, Sellerio, Palermo 2008, ISBN 88-389-2226-8.
- Ducas, Historia turco-bizantina 1341-1462, a cura di Michele Puglia, il Cerchio, Rimini 2008, ISBN 88-8474-164-5.
- Tursun Bey, La conquista di Costantinopoli (a cura di J.-L. Bacqué Grammont e M. Bernardini), Mondadori, 2007, ISBN 978-88-04-56250-4.

### Studi
- Babinger, Franz, Maometto il Conquistatore e il suo tempo, Einaudi, Torino 1957 (molte edizioni).
- Kinross (Lord), The Ottoman Centuries: The Rise and Fall of the Turkish Empire, Harper Collins, ISBN 0-688-08093-6.
- La caduta di Costantinopoli (a cura di Agostino Pertusi), vol. 1, Le testimonianze dei contemporanei; vol. 2, L'eco nel mondo, Fondazione L. Valla/Mondadori, Milano 1976, ISBN 978-88-04-13431-2 e ISBN 978-88-04-13432-9.
- Roux, Jean Paul, Storia dei turchi, Garzanti, Milano 1988, ISBN 88-11-69350-0.
- Runciman, Steven, La caduta di Costantinopoli, Piemme, Casale Monferrato 2001, ISBN 978-88-384-6304-4.
- Stanford J. Shaw, History of the Ottoman Empire and Modern Turkey vol. 1, 3 vols, Cambridge University Press, 1977, ISBN 0-521-21449-1 - ISBN 0-521-29166-6 (paperback).